# Nina Uszkureit
Nina Uszkureit (* 3. November 1982 in Berlin) ist eine deutsche Profi-Tänzerin und Tanztrainerin.

## Leben
Uszkureit wurde 1982 als Tochter einer koreanischen Mutter und eines deutschen Vaters geboren. Sie absolvierte eine Ausbildung zur staatlich anerkannten Bühnentänzerin im Bereich Ballett und Modern Dance in Berlin.
Im Jahre 2000 stand sie für die RTL-Show Die Salsaprinzessin vor der Kamera. Außerdem arbeitete sie als Choreographin für die Sat.1-Show You can dance. Zudem nahm sie an der Fernsehshow Let’s Dance teil. Dort tanzte sie 2010 mit dem Boxer Arthur Abraham und 2011 mit Bernd Herzsprung.
Seit 2010 tanzt sie erfolgreich mit Partner Sven Ninnemann bei den Professionals in den lateinamerikanischen Tänzen. Sie ist ausgebildete Tanztrainerin, Wertungsrichterin und staatlich anerkannte Bühnentänzerin und unterrichtet in der Schweiz Turniertanzpaare vom Anfänger bis zum Profi sowie Gesellschaftstanz.
Nina Uszkureit bei Let’s Dance
| Staffel (Jahr) | Partner          | Platzierung |
| -------------- | ---------------- | ----------- |
| 3 (2010)       | Arthur Abraham   | 10.         |
| 4 (2011)       | Bernd Herzsprung | 6.          |

## Erfolge
- Finalisten der Professionals Latin der Malaysian Championships (2010)
- Bestes Schweizer Tanzpaar der Professionals (Latein)
- Europameister 2012 in der Kür Lateinamerikanische Tänze
- Vize-Weltmeister 2012 Kür Latein
- Gewinner der Japan Open und Singapore International Ballroom Championships Professionals Latin (2013)
- Finalisten World Super Series German Open (2015)[1]